# Juan Miguel Sánchez
Juan Miguel Sánchez Fernández (Puerto de Santa María, 1900-Sevilla, 1973) fue un pintor español. 

## Biografía
Desde muy pequeño se interesó por la pintura, recibiendo sus primeras lecciones a los ocho años en la Escuela de Bellas Artes de Santa Cecilia en su ciudad natal.
A los 17 años se trasladó a Sevilla para continuar sus estudios en la Escuela de Artes y Oficios bajo la dirección de profesores como Virgilio Mattoni, Gonzalo Bilbao y Manuel González Santos que le impartió clases de Historia del Arte. También asistió a lecciones nocturnas en el Ateneo de Sevilla, donde el pintor gibraltareño Gustavo Bacarisas se convirtió en uno de sus principales maestros.

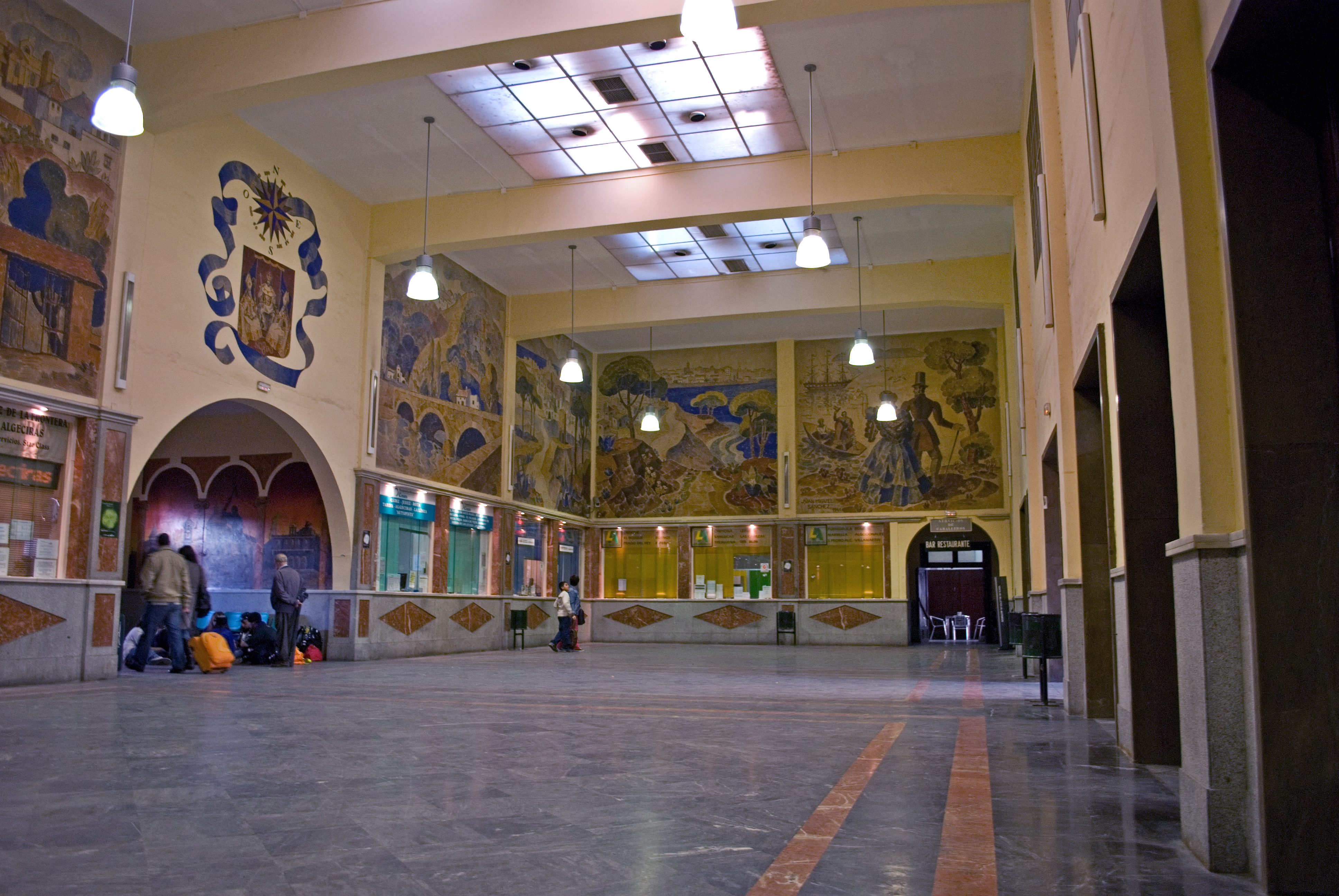
Vestíbulo de la estación de autobuses del Prado de San Sebastián, en Sevilla, decorada con pinturas murales realizadas por Juan Miguel Sánchez en 1941.

Sus inicios en el mundo del arte fueron difíciles, trabajó durante un tiempo en un taller de cerámica y se estableció en el barrio de Triana. Sin abandonar la pintura, se interesó por el mundo del cartel, donde obtuvo algunos éxitos notables, fue capaz de introducir novedades técnicas en este campo y superó las estereotipadas imágenes costumbristas hasta entonces muy utilizadas.
Concurrió a la Exposición General de Bellas Artes de Madrid de 1936, con su lienzo "Chaval con naranjas".
Tras la Guerra Civil su carrera se consolidó, en 1939 realizó su primera exposición individual en San Sebastián. En 1943 obtuvo la Cátedra de Procedimientos y Técnicas de la Pintura en la Escuela de Bellas Artes de Sevilla. Participó con éxito en la Exposición Nacional de Bellas Artes de 1945 donde obtuvo la II medalla por el retrato del médico Don Juan Andréu, en 1948 obtuvo la I medalla por su obra La lección de los Seises. Entre otras distinciones, fue nombrado académico de la Real Academia de Bellas Artes de Santa Isabel de Hungría. 
Poco después de su jubilación ocurrida en 1970, su salud empeoró, falleciendo en Sevilla en 1973.

## Estilo
Aunque fue un pintor realista, se aprecian en su técnica algunos rasgos de modernidad y connotaciones impresionistas en la manera de tratar las formas y la luz, influencia de su maestro Gustavo Bacarisas.
Fue un artista polifacético que cultivó múltiples géneros, el cartel como ya se ha comentado, la pintura mural, de la que nos dejó numerosos ejemplos en edificios religiosos y civiles, la pintura al óleo, tanto con temática costumbrista, como con escenas de género, retratos, paisajes y bodegones. También practicó el dibujo y la acuarela. 
Asimismo realizó un original diseño para los bordados del paso de palio de la Hermandad de Los Negritos (Sevilla). 

## Obra

### Carteles
- Fiestas de Primavera 1925. Semana Santa y Feria. Litografía Simeon Durá - Valencia.
- Fiestas de Primavera 1929. Semana Santa y feria. Exposición Ibero-Americana. Litografía Simeon Durá - Valencia.
- Fiestas Primaverales de Sevilla del año 1944. Museo de Artes y Costumbres Populares (Sevilla).

### Pintura mural
- Decoración para la iglesia de la barriada de la Electromecánica en Córdoba, con escenas de la vida de Cristo y de la Virgen.
- Ocho frescos que decoran el vestíbulo de la estación de autobuses del Prado de San Sebastián en Sevilla, con escenas relacionadas con el costumbrismo andaluz del siglo XIX.
- Coro de la iglesia de San Luis de los Franceses (Sevilla) con temática de exaltación eucarística.
- Decoración de parroquia de Santa Teresa en la plaza de las Moradas de Sevilla
- Vestíbulo del edificio Portugal de la calle Marqués de Paradas de Sevilla.
- Fresco donado a la Real Academia de Bellas Artes de Santa Isabel de Hungría con la representación de su titular.

### Óleos
- La Novia. Museo de Bellas Artes (Huelva).[cita requerida]
- Retrato de su esposa. Museo de Bellas Artes de Sevilla.
- Lección de los Seises. Museo de Bellas Artes de Sevilla.